# Arctesthes fasciata
Arctesthes fasciata är en fjärilsart som beskrevs av Louis Beethoven Prout 1939. Arctesthes fasciata ingår i släktet Arctesthes och familjen mätare. Inga underarter finns listade i Catalogue of Life.